# Danielle Bunten Berry
 (septembre 2013).
Pour les articles homonymes, voir Berry (homonymie).
Danielle Bunten Berry, assignée garçon sous le nom de Daniel Paul Bunten le 19 février 1949 à Saint-Louis, Missouri, et morte le 3 juillet 1998 à Little Rock, Arkansas, d'un cancer du poumon, aussi connue sous le diminutif de « Dan » or « Dani » Bunten, était une femme trans américaine conceptrice et programmeuse de jeux vidéo, connue pour les jeux M.U.L.E. (1983) (l'un des premiers jeux multijoueurs) et The Seven Cities of Gold (1984).
En 1992, Daniel Paul Bunten subit une intervention chirurgicale pour changer de sexe et ajoutera le nom de jeune fille de sa mère, Berry, à son nom.
En 1998, elle gagna le Prix de l'International Game Developers Association. En 2007, l'Academy of Interactive Arts and Sciences l'ajouta à son AIAS Hall of Fame.

## Ludographie
- 1978 : Wheeler Dealer[3]
- 1980 : Computer Quarterback - Une simulation de football américain publié par Strategic Simulations
- 1981 : Cartels and Cutthroats - Une simulation économique publié par Strategic Simulations
- 1982 : Cytron Masters - Un précurseur des jeux de stratégie en temps réel publié par Strategic Simulations
- 1983 : M.U.L.E. - Un précurseur des jeux de stratégie au tour par tour publié par Electronic Arts[4],[5].
- 1984 : The Seven Cities of Gold - Un jeu de stratégie publié par Electronic Arts
- 1985 : Heart of Africa - Un jeu d'aventure publié par Electronic Arts
- 1988 : Modem Wars - Un précurseur des jeux de stratégie en temps réel publié par Electronic Arts
- 1990 : Command HQ - Un jeu de stratégie publié par MicroProse
- 1992 : Global Conquest - Un wargame publié par MicroProse et élu meilleur wargame de l'année par le magazine Computer Gaming World[6].